# Camiones (relato corto)
Camiones es un relato corto de terror y acción escrito por Stephen King. Fue publicado en la colección El umbral de la noche. La trama relata a un grupo de sobrevivientes que son acorralados por un grupo de camiones que se conducen por sí mismos.

## Configuración
"Camiones" se lleva a cabo en una parada de camiones en los Estados Unidos. La parada de camiones está ubicada junto a una autopista y cuenta con un restaurante, una gasolinera y una tienda de conveniencia.

## Argumento
El narrador de la historia y un puñado de extraños se encuentran atrapados en una parada de camiones en la autopista después de que los camiones de semirremolques y otros vehículos grandes de repente cobran vida independiente por una fuerza desconocida y proceden a matar a cada humano a la vista. Los seis supervivientes que se esconden en el restaurante incluyen al narrador, así como a un anciano dependiente, un camionero, un joven llamado Jerry, su novia y un vendedor llamado Snodgrass.
Cuando comienza la historia, el dependiente y el camionero intentan llamar por radio a otros supervivientes, pero la radio de dos vías falla por razones desconocidas. Snodgrass, preso de un ataque de pánico por la tensión, intenta huir a través del estacionamiento y es golpeado por un camión, cayendo en una boca de drenaje, agonizando durante horas por heridas internas. La situación empeora cuando la energía del generador se agota. El contador le indica a los supervivientes que necesitarán consumir las carnes perecederas y almacenar agua potable de los baños. Mientras que el baño de los empleados está dentro del comedor, el de hombres y mujeres está junto a la gasolinera al aire libre.
Algún tiempo después, un rayo de esperanza aparece cuando los camiones comienzan a quedarse sin combustible, quedándose quietos por ello. Un enorme camión semirremolques se dirige hacia la cafetería y comienza a activar su claxon de forma errática. Jerry recuerda de su tiempo en Boy Scouts que los sonidos del claxon son código Morse, y traduce que los camiones están exigiendo que los humanos comiencen a bombearles combustible. Los camiones aseguran que no atacarán a las personas que los reposten. La propuesta del narrador es rechazada cuando él sugiere que cumplan con esto, llegando después una excavadora para atacar la cafetería. El narrador y Jerry destruyen el vehículo con bombas mólotov improvisadas, pero la cafetería está medio destruida y Jerry y el camionero son asesinados.
Los tres humanos restantes se rinden y, turnándose, comienzan a bombear combustible a la cadena de camiones que esperan en una milla de largo. Cuando el narrador agota la reserva de combustible de la estación de servicio, un camión cisterna llega para llenar las cisterna de combustible. Cuando el narrador está en un punto de colapso, es relevado por el dependiente, que comienza a bombear gasolina para estos. El narrador dice que tendrá que mostrarle a la chica cómo manejar un surtidor de combustible, y que es mejor que deje de ser tan delicada. El narrador piensa para sí mismo que tal vez esto solo durará hasta que los camiones se oxiden y se deshagan, pero luego tiene una visión sombría de las líneas de ensamblaje, forzadas a  producir nuevas generaciones de camiones, y los camiones haciendo grandes esfuerzos, como drenar el pantano de Okefenokee y pavimentando gran parte del paisaje salvaje, donde gran parte del mundo, tal vez incluso los océanos, serán aplanados y rehechos a la imagen de sus nuevos maestros. La historia termina cuando un par de aviones vuelan por encima, y el narrador se lamenta: "Me gustaría poder creer que hay gente en ellos".

## Adaptaciones
La historia ha sido adaptada en dos películas.
- En 1986, fue adaptado para el cine bajo el título Maximum Overdrive, dirigido por el mismo King y protagonizado por Emilio Estévez, Pat Hingle, Yeardley Smith y Laura Harrington.
- En 1997, se adaptó nuevamente como la película para televisión Trucks, dirigida por Chris Thomson y protagonizada por Timothy Busfield, que se realizó con un presupuesto considerablemente más pequeño que el de la adaptación anterior.